# Faedoria neglecta
Faedoria neglecta là một loài ruồi trong họ Tachinidae.